# Ricardo Zunino
Ricardo Héctor Zunino (ur. 13 kwietnia 1949 w Buenos Aires) – argentyński kierowca wyścigowy.

## Kariera
Zaczynał karierę w wyścigach samochodów sportowych, próbował swoich sił także w Formule 2. W 1979 roku niespodziewanie debiutował w Formule 1, podczas Grand Prix Kanady w zespole Brabhama, gdy decyzję o zakończeniu kariery podjął Niki Lauda. Właściciel zespołu, Bernie Ecclestone zdecydował o pozostaniu Zunino w kolejnym sezonie, lecz Argentyńczyk uzyskiwał bardzo przeciętne wyniki i po Grand Prix Wielkiej Brytanii został zastąpiony przez Héctora Rebaque.
Podczas Grand Prix USA West na torze w Long Beach Zunino odpadł już na pierwszym okrążeniu w wyniku kolizji z innym samochodem. Opuszczony wrak Brabhama przyczynił się do tragedii w dalszej części wyścigu, gdy został uderzony przez Ensigna Claya Regazzoniego. Szwajcar doznał urazu kręgosłupa i został sparaliżowany od pasa w dół.
Po zakończeniu przygody z Brabhamem, Zunino otrzymał drugą i – jak się okazało – ostatnią szansę w Formule 1. W 1981 roku zaliczył dwa wyścigi w zespole Tyrrella, lecz i tutaj nie pokazał niczego szczególnego. W efekcie został zastąpiony przez Michele Alboreto.
Ogółem w swojej karierze w F1 wystąpił w 10 wyścigach, nie zdobył żadnego punktu. Jego najlepszym wynikiem było siódme miejsce (dwukrotnie; GP Kanady 1979, GP Argentyny 1980).
Po przejściu na sportową emeryturę, związał się z branżą turystyczną. Został właścicielem hotelu u podnóża Andów, by z czasem rozwinąć sieć dobrze prosperujących punktów usług turystycznych w prowincji San Juan.